# Rue Claude-Bernard
Pour les articles homonymes, voir Claude Bernard.
La rue Claude-Bernard est une voie située majoritairement dans le quartier du Val-de-Grâce du 5e arrondissement de Paris.

## Situation et accès
Longue de 575 mètres, elle commence au 2, avenue des Gobelins et 4, rue de Bazeilles et finit au 1, rue des Feuillantines et place Pierre-Lampué.
Le quartier est desservi par la ligne 7 à la station Censier - Daubenton.

## Origine du nom

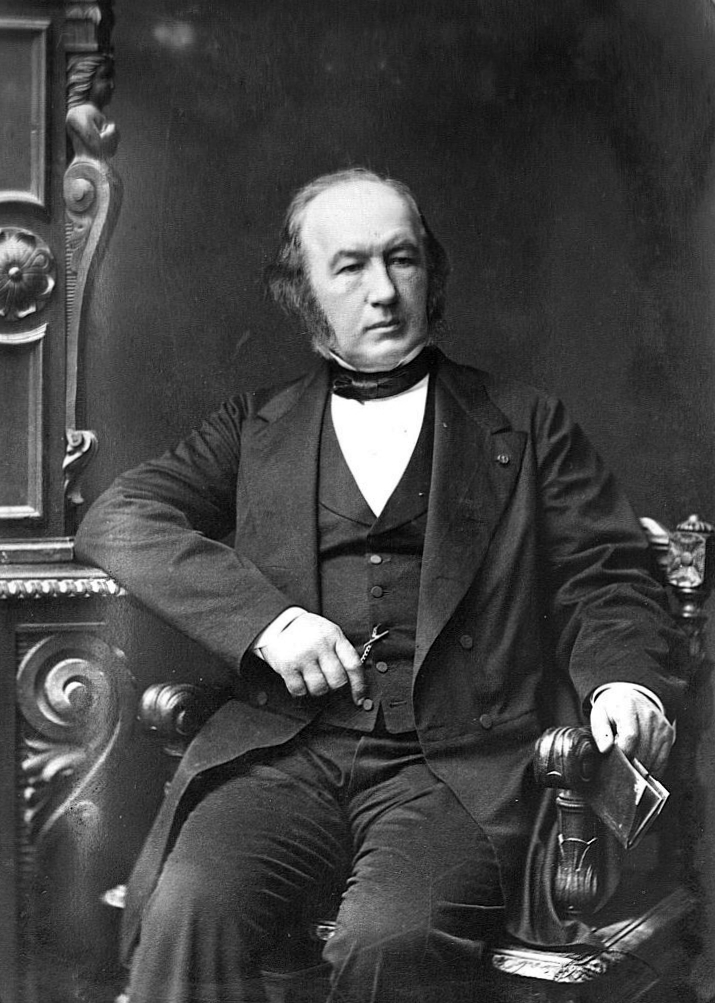
Claude Bernard.

Elle porte le nom du physiologiste et médecin, Claude Bernard (1813-1878).

## Historique

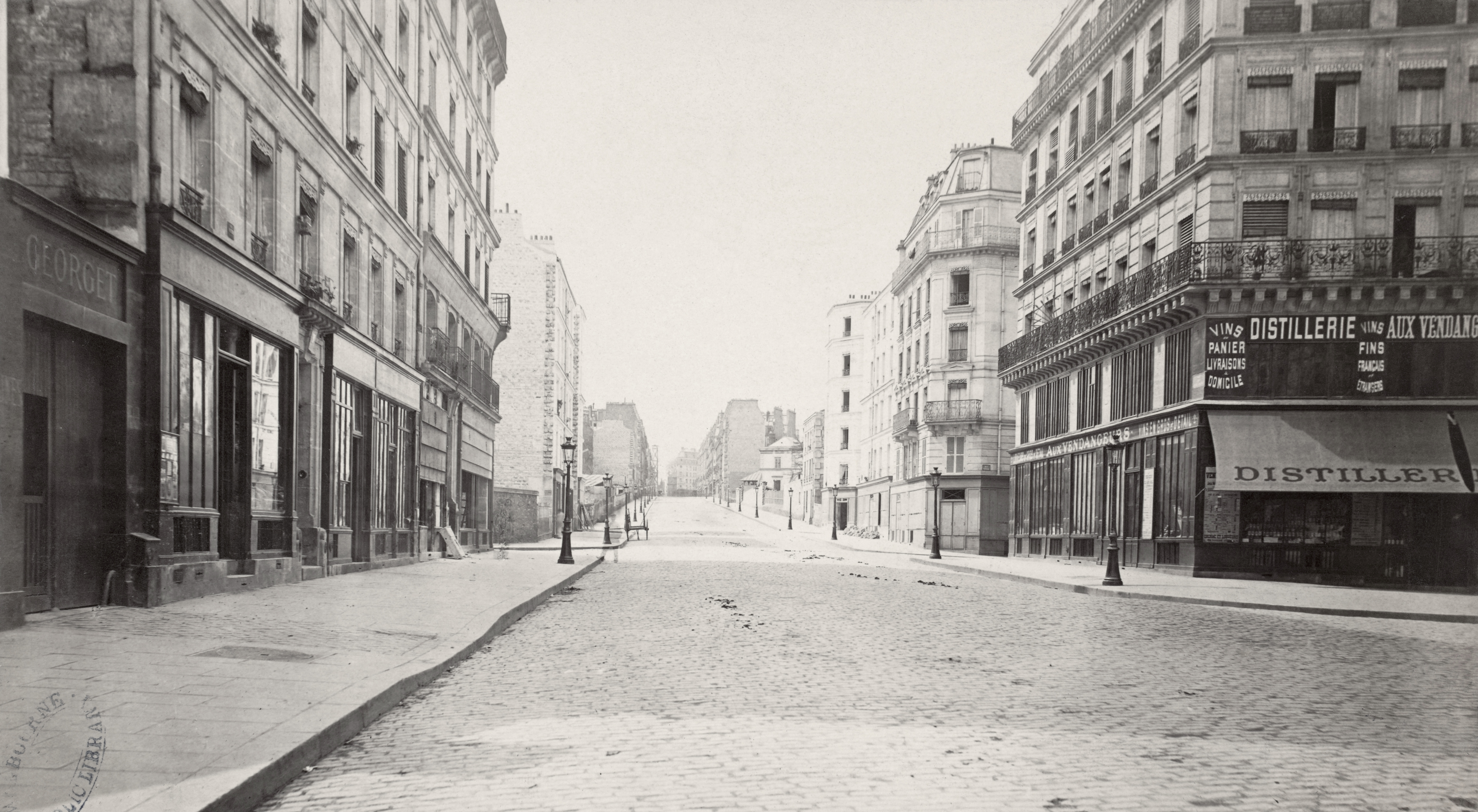
Partie sud de la rue des Feuillantines (actuelle rue Claude-Bernard), vue depuis l'avenue des Gobelins (vers 1877).

Ancienne partie de la rue des Feuillantines, la portion sud est renommée « rue Claude-Bernard » en 1881.
Le 2 septembre 1914, durant la première Guerre mondiale, la rue Claude-Bernard est bombardée par un raid effectué par des avions allemands.

## Bâtiments remarquables et lieux de mémoire
- No  16 : bâtiment historique de l'Institut national agronomique, devenu AgroParisTech, jusqu'en 2021 (campus Claude-Bernard).
  - À cet emplacement était situé l’hôpital « de l’Oursine »  [Note 1] , aussi appelé « de la Charité chrétienne », fondé par Marguerite de Provence. Nicolas Houël étendit le domaine jusqu’à la rue de l'Arbalète pour y créer un jardin botanique qui devint, en 1624, le « Jardin des apothicaires »[3].
- No  21 bis : siège du quotidien Le Monde, entre 1996 et 2004.
- No  47 : le poète Eugène Guillevic y habita jusqu'à sa mort en 1997.
- No  49 : le peintre Paul Schmitt y réside et y meurt en 1902.
- No  51 : ici demeurait dans les années 1880 le peintre Georges Moreau de Tours (1848-1901), et son épouse et élève, Thérèse de Champ-Renaud (1861-1921).
- No  60 : ancien site (immeuble détruit) de l'École Gustave de Rothschild (construite par l'architecte Alfred-Philibert Aldrophe) en 1879, puis de l'École Maïmonide dans ses premières années (1935-1937), et enfin de l'École Yabné à partir de 1948. Durant l'Occupation allemande, l'immeuble sert à la Dienststelle Westen de l’Einsatzstab Reichsleiter Rosenberg (ERR) d'entrepôt pour les objets d'ameublement saisis dans le cadre de l’Aktion M (Aktion Möbel, en français « opération » ou « action meubles ») dans les appartements abandonnés de Juifs déportés, expatriés ou entrés en clandestinité (voir : Spoliation d'œuvres d'art par le régime nazi)[Note 2],[4].
- No  61 : Robert Lespieau y a vécu.
- No  63 : le mathématicien Henri Poincaré y habita de 1887 jusqu'à sa mort en 1912.
- No  71 : l'industriel Charles Gervais (1826-1893) y est mort.
- No  73 : ancienne imprimerie en phototypie d'Ernest Le Deley (vers 1900).
- No  75 : ancien siège des établissements Eugène Ducretet.
- No  88 : la physicienne Éliane Montel y habita, à partir des années trente jusqu'à sa mort en 1993, d'abord avec Paul Langevin, décédé en 1946, puis avec leur fils, le musicologue Paul-Gilbert Langevin, qui y domicilia la Société française Anton-Bruckner.

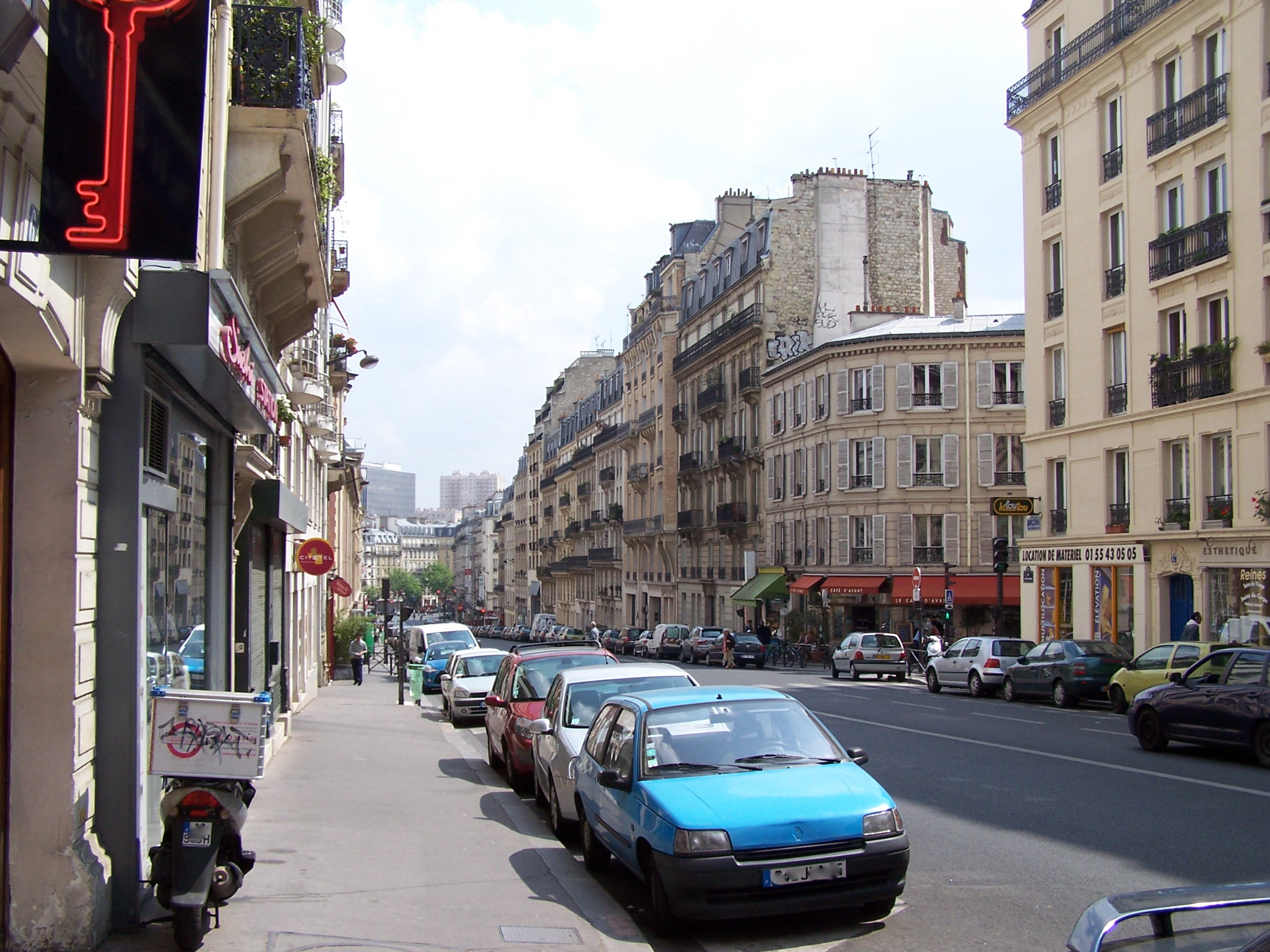
La rue vue depuis sa partie haute.
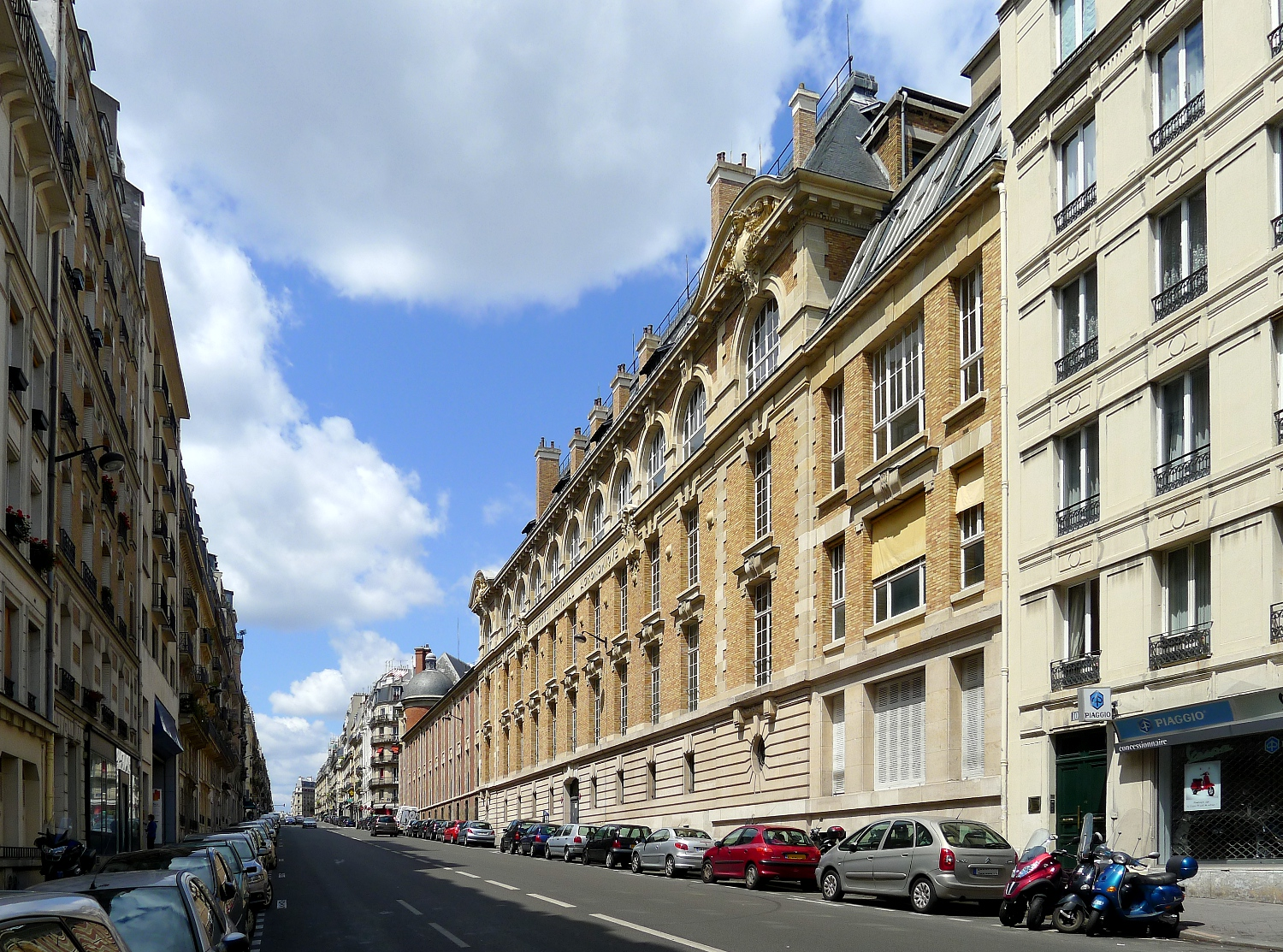
Vue de la rue et des anciens locaux de l'Institut national agronomique.